# Корнеевский сельский округ
Корнеевский сельский округ (каз. Корнеев ауылдық округі) — административная единица в составе Есильского района Северо-Казахстанской области Казахстана. Административный центр — село Корнеевка.
Население — 2812 человек (2009, 4122 в 1999, 6140 в 1989, 2440 в 2019).
Аким — Зимарёв Григорий Владимирович (с с 6 ноября 2017 года).

## История
Корнеевский сельсовет образован 27 октября 1924 года. 12 января 1994 года постановлением главы Северо-Казахстанской областной администрации в существующих границах создан Корнеевский сельский округ.

## Образование
В округе функционируют 3 школы, 2 пришкольных интерната, 2 мини-центра для детей дошкольного возраста.

## Здравоохранение
В округе действует 1 врачебная амбулатория, стационар на 3 койки с дневным пребыванием, 3 фельдшерских пункта.

## Культура
В округе имеется Дом культуры, 3 школьные библиотеки, 1 сельская библиотека, 1 музей при Корнеевской средней школе, немецкий этнокультурный центр «Митанайдер», клуб «Рябинушка», вокальная группа «Корневчанка».

## Состав
В состав сельского округа была включена территория ликвидированного Новоузенского сельского совета (села Новоузенка, Леонидовка).
В состав округа входят такие населённые пункты:
| Населенный пункт | Население, человек (1989) | Население, человек (1999) | Население, человек (2009) |
| ---------------- | ------------------------- | ------------------------- | ------------------------- |
| Корнеевка, село  | 4112                      | 2829                      | 2133                      |
| Леонидовка, село | 290                       | 260                       | 170                       |
| Новоузенка, село | 1121                      | 603                       | 204                       |
| Советское, село  | 617                       | 430                       | 305                       |